# اچ‌ام‌اس پروسلیت (۱۸۰۴)
اچ‌ام‌اس پروسلیت (۱۸۰۴) (به انگلیسی: HMS Proselyte (1804)) یک کشتی بود که طول آن ۱۰۷ فوت ۶ اینچ (۳۲٫۷۷ متر) بود. این کشتی در سال ۱۸۰۴ ساخته شد.